# رايك جيرد هامر
رايك جيرد هامر (17 مايو 1935 - 2 يوليو 2017) طبيب احتيالي ألماني وهو مؤسس علم الطب الجرماني وما يعرف أيضًا بالطب الألماني الحديث أو الطب الحديث. يدّعي فيه القدرة على علاج السرطان بالترويج لأسلوب يفتقر للمنطق العلمي «الدجل الطبي». تصف رابطة السرطان السويسرية إقتراح هامر «بالخطير» معللة على وجه دقيق أنّه يهدئ المرضى شعوريًا باستخدام أسلوب العلاج الشعوري الزائف؛ وبذلك يحرمون من تلقي العلاجات الفعّالة المثبتة.
حصل هامر على ترخيص لممارسة الطب في العام 1963 إلى العام 1986، حيث وقِّفَ لسوء الممارسة الطبية. وفي 1995، رفض والدا طفل مصاب بالسرطان العلاج الطبي المعتاد «العلاج الكيميائي» لابنهم؛ مفضلين عليه أساليب هامر العلاجيّة، وبذلك حظي أسلوب هامر في العلاج اهتمام الناس. وجهت لهامر تهمة سوء الممارسة الطبية وسجن في عدة دول أوروبية.
ادعى هامر أن طريقته كانت بديلًا «جرمانياً» للطب السريري السائد، وادعى أيضًا أن الطب السريري جزء من مؤامرة يهودية لتدمير غير اليهود.

## السيرة
ولد رايك جيرد هامر في ميتمان، شمال الراين وستفاليا، ألمانيا، سنة 1935. حصل هامر على شهادة الثانوية في عامه الـثامن عشر وبدأ الدراسات الطبية واللاهوتية في توبنغن، وهناك التقى طالبة الطب سيغريد أولدنبورغ، والتي تزوجها فيما بعد. وفي عامه العشرين اجتاز هامر الفحص الأولي في الطب، كما اجتاز بعدها فحص الدولة الطبي في ماربورغ، هيس، أبريل 1962. وفي عام 1963 حصل هامر على رخصة مهنية كطبيب. أكمل بعدها هامر تخصصه في الطب الباطني عام 1972، وذلك بعد أن أمضى عدة سنوات في عيادات جامعة توبنغن وهايدلبرغ. كما عمل هامر وزوجته في العديد من الممارسات الطبية ومُنح أيضًا براءة اختراع ولأكثر من مرة.
سحب ترخيص هامر لممارسة الطب عام 1986 بموجب حكم قضائي، والذي أعيد تأكيده في 2003. ومع استمراره في الممارسة، استدعي هامر للتحقيق عدة مرات بدعوى سوء الممارسة الطبية والتسبب في وفاة المرضى. سُجن لمدة اثني عشر شهرًا في ألمانيا من 1997 إلى 1998. وقضى أيضًا عقوبة بالسجن في فلوري ميروجيس، فرنسا، من سبتمبر 2004 إلى فبراير 2006؛ بتهم الاحتيال والممارسة الطبية غير المرخصة.
بعد فحوصات متعددة ومن قبل العديد من أعضاء هيئة التدريس الطبي، تم رفض أطروحة تأهيل هامر والتي كانت حول «الطب الجرماني الحديث» في جامعة توبنغن، حيث استنتجوا افتقار نظريته للأساليب العلميّة والتناتجية وأن حججه لا تدعم نظرياته. بدوره ادَّعى هامر أنَّه من الممكن التحقق من صحة أسلوبه كما أن جامعة ترنافا في سلوفاكيا قد أكدت بالفعل بعض نظرياته. في الحقيقة، لا يوجد في جامعة ترنافا هيئة تدريس طبية مثبتة والوثائق التي يزعم أنّها أكدَّت وجهة نظره غير متوفرة ومسجلة في الجامعة. وذلك قد يعني رفض تلك الجامعة أيضًا لأطروحة تأهيله.
عاش هامر في المنفى الطوعي في إسبانيا حتى مارس 2007، عندما حمَّلته السلطات الطبية الإسبانية مسؤولية عشرات الوفيات التي كان من الممكن تفادي حصولها. كان هامر يمتلك عيادات في ألمانيا بلجيكا وإيطاليا والنمسا وهولندا وذلك في عام 1997، وأقام في النرويج حتى وفاته بسكتة دماغية في 2 يوليو 2017، عمّا يناهز 82 عامًا.

## الطب الجرماني الحديث
في أغسطس 1978، أطلق ابن هامر، ديرك، النار على نجل آخر ملك لإيطاليا، فيتوريو إيمانويل من سافوي، بينما كان نائمًا على متن يخت قبالة «كافالو» وتوفي في 7 ديسمبر من ذلك العام. بعد مدة من وفاة ديرك، أصيب هامر بسرطان الخصية واعتقد أن هناك صلة بين الحدثين «وفاة إبنه ومرضه»، لذلك بدأ في تطوير الطب الجرماني الحديث (GNM)، والذي يمكن تلخصيه في «القوانين الخمس البيولوجية»:
• القانون الأول «القاعدة الأساسية»: تنشأ الأمراض الخطيرة من صدمة عن حدث معين عانى فيه الشخص نفسه من مشاعر معقدة، وحادة للغاية، وغير متوقعة«الموقف غير متوقع»، ومنغلقة «شعور بالانعزال عن المحيط». يحدد محتوى الصراع النفسي للصدمة موقع لظهور بؤرة النشاط في الدماغ التي يمكن رؤيتها في الأشعة المقطعية على شكل مجموعة من الحلقات متحدة المركز، تسمى بؤر هامر، والتي تتوافق مع موقع المرض في الجسم. يحدد كذلك التطور اللاحق للصراع تطور كل من مركز النشاط في الدماغ والمرض.
•القانون الثاني «طابعان مرحليان للمرض»: المريض الذي لم يحل صراعه يكون في المرحلة الأولى «مرحلة الصراع النشط»، حيث يسود في هذه الفترة الجهاز العصبي الودي والذي يظهر على أنّه «مرض بارد» مصحوب ببرودة الجلد والأطراف، والتوتر، وفقدان الوزن، واضطرابات النوم. إذا تمكنت هذه الأعراض من حل الصراع، فإن الجسد سيدخل في المرحلة الثانية للشفاء «الشفاء بعد حل الصراع»، حيث يسود هنا الجهاز العصبي اللاودي، الذي يشخص عادة بأنه مرض انفصالي «دافئ» -رُوماتِزميّ، مُعدٍ، حَساسيّ، إلخ-. المرحلة الثانية هي المرحلة التي تنطوي عادة على المزيد من المخاطر، والشفاء التام لا يتحقق إلا عند اكتمالها. وفي بعض الحالات، قد يكون من الأفضل عدم حل الصراع بل تخفيضه إلى مستوى مناسب للعيش ليتمكن من مواجهة المرحلة الثانية.
•القانون الثالث «النظام الوراثي للأمراض»: يقترح هامر أن تطور المرض يتحكم فيه بشكل أساسي من قبل الدماغ، إما عن طريق «الدماغ البدائي» -جذع الدماغ والمخيخ- أو «الدماغ المتطور» -المخ-. يتحكم العقل البدائي في عمليات أكثر بدائية، تتعلق بشكل أساسي بالوظائف المسؤولة عن البقاء على قيد الحياة، کالتنفس والأكل والتكاثر، بينما يتحكم العقل المتطور قضايا شخصية واجتماعية أكثر تقدمًا، مثل النزاعات الإقليمية، وصراعات الانفصال، وتهميش الذات، وصرعات الهوية.يرتبط بحث هامر بعلم الأجنة لأنّه يربط نوع تطور المرض «سواء كان يتضمن زيادة الأنسجة -نمو الورم-، أو فقدان الأنسجة -نخر أو تقرح-، أو ضعف وظيفي» مع الطبقة المنتشة -الأديم الباطن، أو الأديم المتوسط، أو الأديم الظاهر-. والتي تنشأ منها كل من أنسجة الأعضاء ومناطق الدماغ المقابلة. الصراعات التي تتركز إما في جذع الدماغ -الذي يتحكم في أنسجة الجسم المشتقة من الأديم الباطن- أو المخيخ -الذي يتحكم في الأنسجة المشتقة من الأديم المتوسط- تظهر تكاثر الخلايا في مرحلة الصراع النشط، وتدمير الأورام الناتجة في مرحلة الشفاء. كما وتظهر التعارضات الموجهة للمخ -التي تؤثر على بقية الأنسجة المشتقة من الأديم المتوسط وجميع الأنسجة المشتقة من الأديم الظاهر- إما انخفاضًا في الخلايا -النخر والقرح- أو ضعف الوظيفة أو انقطاعها في المرحلة النشطة، وتجديد الأنسجة التالفة في مرحلة الشفاء -والتي يمكن أيضًا تشخيصها على أنها ورم-.
•القانون الرابع «النظام الوراثي للميكروبات»: لا تسببالميكروبات الأمراض ولكن يستخدمها الجسم بالتنسيق مع الدماغ لتحسين مرحلة الشفاء، وبشرط أن تكون الميكروبات المطلوبة متوفرة عند الحاجة. تعمل الفطريات والمايكوباكتيريا على الأنسجة التي نشأت في الأديم الباطن، وكذلك على بعض الأنسجة الناشئة في الأديم المتوسط. تعمل البكتيريا على جميع الأنسجة والفيروسات المشتقة من الأديم المتوسط وعلى الأنسجة والفيروسات المشتقة من الأديم الظاهر. ويؤكد هامر أن هذه الميكروبات، بدلًا من أن تكون معادية للجسم، تؤدي في الواقع دورًا ضروريًا في الشفاء، وأن بعض تدخلات الطب المألوف تؤدي إلى نتائج عكسية، من خلال التدخل في هذه العمليات الطبيعية.
القانون الخامس «الخلاصة»: تشكل المرحلة النشطة للصراع ومرحلة الشفاء من الأمراض، على النحو الموصوف أعلاه، «برامج خاصة ذات مغزى للطبيعة»، تطورت أثناء تطور الأنواع، وذلك للسماح للكائنات الحية بتجاوز الوظائف اليومية ومن أجل التعامل مع الحالات الطارئة الاستثنائية.
وبناءًا على ما ذكر، فإن نظرية هامر تقترح بأنّه لا توجد أمراض حقيقية؛ بل إن ما يسميه الطب المقرر «مرضًا» هو في الواقع برنامج خاص ذو معنى من الطبيعة «sinnvolles biologisches Sonderprogramm» تنتمي إليه البكتيريا والفيروسات والفطريات. تدَّعي نظرية هامر للطب الجرماني الحديث أنّها تشرح كل مرض وعلاجه ووفقًا لتلك المقدمات، وبالتالي فانّها تتفادى الطب المألوف. ويتحقق الشفاء دائمًا بحل الصراع الداخلي. كما أنّ بعض العلاجات مثل العلاج الكيميائي أو أدوية تخفيف الألم مثل المورفين تكون مميتة وفقًا لهامر. هذه القوانين هي فرضيات الطب الألماني الحديث، وليست قوانين الطبيعة أو الطب، كما أنّها تتعارض مع الفهم العلمي لعلم وظائف الأعضاء البشرية.

## قضية أوليفيا بيلهار
في عام 1995، ارتبط هامر بقضية أوليفيا بيلهار، فتاة نمساوية تبلغ من العمر ست سنوات وكانت تعاني من ورم ويلمز. كان والدا بيلهار أعضاء في فيات لوكس، وهي حركة دينية جديدة أحالهم زعيمها «أوريلا» إلى هامر. شخَّص هامر الفتاة بالمعاناة من عدة «صراعات» وليس بمرض السرطان.عندما رفض الوالدان العلاج الطبي المُعتاد لبيلهار، ألغت الحكومة النمساوية حقوقهم في الرعاية والتوجيه، ففر الوالدان مع ابنتهما إلى إسبانيا، والتي كانت مكان إقامة هامر في ذلك الوقت.
وبعد عدة مفاوضات، بما في ذلك تدخل الرئيس النمساوي طوماس كلستيل، تم إقناع الوالدين بالعودة إلى النمسا. أثناء ذلك، تدهورت صحة بيلهار، حيث نما الورم بشكل كبير جدًا، وبلغ وزنه أربعة كيلوغرامات، وملأ معظم تجويف البطن وكان يضغط على رئتيها. كما وأدى نقص العلاج إلى خفض تقدير احتمال بقاءها على قيد الحياة من 90% إلى 10%. وبعدها أمرت المحكمة بعلاج السرطان بالعلاج المعتاد بما في ذلك الجراحة والعلاج الكيميائي والعلاج الإشعاعي، فتعافت بيلهار تمامًا وبقيت على قيد الحياة في عام 2010، وحُكم على والديها بالسجن لمدة ثمانية أشهر مع وقف التنفيذ في النمسا.

## نظرية المؤامرة اليهودية
زعم هامر أن طريقته هي بديل جرماني للطب السريري السائد، والذي ادعى أنه جزء من مؤامرة يهودية للقضاء على غير اليهود. ووفقًا لهذا الإدعاء، كرر هامر الإدعاءات المعادية للسامية للطبيب النازي جيرهارد فاغنر. وبتعبير أدق، أكد هامر أن العلاج الكيميائي والمورفين يستخدمان للقتل الجماعي «للحضارة الغربية»، بينما لا يستخدم مثل هذا العلاج في إسرائيل. كما وروج هامر لفكرة أن معظم أطباء الأورام الألمان يهود وأنه «لا يوجد يهودي يُعالج بالعلاج الكيميائي في ألمانيا». ووفقًا له، فإنّ الإبر المستخدمة تحت الجلد أثناء العلاج الكيميائي تزرع «رقائق» تحتوي على «غرف سُم» يمكن تنشيطها بواسطة الأقمار الصناعية لقتل المرضى على وجه التحديد. واقترح أن حملة التطعيم ضد إنفلونزا الخنازير لعام 2009 استخدمت أيضًا لتمييز الأشخاص بهذه «الرقائق» ونفى وجود فيروس نقص المناعة البشرية. يعتقد هامر أيضًا أن إنكار الإعتراف بنظرياته وإلغاء رخصة ممارسته يرجع إلى مؤامرة يهودية.
في عام 2008، قدم هامر وثيقة أكد فيها أحد الحاخامات الرئيسين «إسراء إيوان غوتز» وجود مؤامرة بين أطباء الأورام اليهود لاستخدام تعذيب «العلاج الكيميائي» على جميع المرضى غير اليهود، بينما كان المرضى اليهود يتلقون «العلاج الصحيح» من العلاج الجرماني الحديث. بينما أدينت غوتز، وهي منكرة للمحرقة الألمانية ونشطة في مشاهد إحياء الرايخ الألماني، مرارًا وتكرارًا من قبل المحاكم الألمانية بتهمة الاحتيال والتشهير وإساءة إستخدام الألقاب الأكاديمية «لقب -الحاخام الأكبر- ليس محمياً قانونياً في ألمانيا»، وتزوير الوثائق، والعديد من القضايا الأخرى.

## إستجابة السلطات الطبية
تقول رابطة السرطان السويسرية التابعة للجمعية السويسرية لعلم الأورام، والجمعية السويسرية لطب الأورام، والمعهد السويسري لأبحاث السرطان التطبيقية، إنّه لم يتم نشر أي حالة لعلاج السرطان بواسطة هامر في الدليل الطبية، ولا أي دراسات في المجلات المتخصصة.كما وتفتقر التقارير الواردة في كتبه إلى «البيانات الإضافية» الضرورية للتقييم الطبي، كما أن العروض التقديمية لتحقيقاته في المؤتمرات الطبية «غير مقنعة من الناحية العلمية». بالإضافة إلى ذلك، فإن مركز أبحاث السرطان الألماني، وجمعية السرطان الألمانية، والجمعية الطبية الألمانية، ومجالس المستهلك الألمانية، أصروا على عدم اتفاقهم مع أسلوب هامر.
ينظر مؤيدو علاجات السرطان البديلة أيضًا إلى نظرية هامر بتشكك ويجادلون للحصول على أدلة داعمة وحالات شفاء مثبتة.
عُينت بؤر هامر التي رآها هامر في الدماغ بالأشعة المقطعية من قبل أطباء الأشعة على أنّها قطع ظاهريّة حلقية شائعة.
تحذر المؤسسة الطبية في ألمانيا والإتحاد الأوروبي من التهديد الذي تشكله علاجات هامر على المرضى. كما أن تطبيق نظريات هامر يعاقب عليها في بعض البلدان وبخاصة إذا تم إهمال العلاج الفعال بتهمة سوء تصرف طبي.
هناك تقارير صحفية مستمرة عن ضحايا ممارسة هامر في جميع أنحاء أوروبا.